# 1020
| [ Edytuj tabelę ]              |                                     |
| Książę Polski                  | - 992 Bolesław I Chrobry 1025       |
| Król Angkoru                   | - 1010 Surjawarman I 1048           |
| Król Anglii                    | - 1014 Knut Wielki 1035             |
| Hrabia Aragonii i król Nawarry | - 1000 Sancho III Wielki 1035       |
| Hrabia Barcelony               | - 1017 Berengar Rajmund I 1035      |
| Książę Bawarii                 | - 1005 Henryk V 1026                |
| Książę Burgundii               | - 1016 Henryk I 1032                |
| Cesarz Bizancjum               | - 976 Bazyli II Bułgarobójca 1025   |
| Cesarz Chin                    | - 997 Song Zhenzong 1022            |
| Książę Czech                   | - 1012 Oldrzych 1033                |
| Król Danii                     | - 1018 Knut Wielki 1035             |
| Władca Egiptu                  | - 996 Al-Hakim bi-Amr Allah 1021    |
| Król Francji                   | - 996 Robert II Pobożny 1031        |
| Król Gruzji                    | - 1014 Jerzy I 1027                 |
| Hrabia Holandii                | - 993 Dirk III 1039                 |
| Cesarz Japonii                 | - 1016 Go-Ichijō 1036               |
| Kalif                          | - 991 Al-Kadir 1031                 |
| Hrabia Kastylii                | - 1017 Garcia II Sanchez 1029       |
| Król Kastylii                  | - 1000 Sancho III 1035              |
| Wielki książę Kijowa           | - 1019 Jarosław Mądry 1054          |
| Patriarcha Konstantynopola     | - 1019 Eustacjusz 1025              |
| Władca Korei                   | - 1009 Hyŏnjong 1031                |
| Król Leónu                     | - 999 Alfons V 1028                 |
| Król Norwegii                  | - 1016 Olaf II Haraldsson 1028      |
| Hrabia Palatynatu              | - 994 Ezzon 1034                    |
| Papież                         | - 1012 Benedykt VIII 1024           |
| Hrabia Portugalii              | - 1017 Nuno I i Ilduara Mendes 1028 |
| Cesarz rzymski (niemiecki)     | - 1014 Henryk II 1024               |
| Książę Saksonii                | - 1011 Bernard II 1059              |
| Król Szkocji                   | - 1005 Malcolm II 1034              |
| Król Szwecji                   | - 995 Olof Skötkonung 1022          |
| Doża Wenecji                   | - 1009 Otton Orseolo 1026           |
| Król Węgier                    | - 1000 Stefan I Święty 1038         |

Rok 1020 / MXX
stulecia: X wiek ~
XI wiek ~
XII wiek

lata: 1010 «
1015 «
1016 «
1017 «
1018 «
1019 «
1020
» 1021
» 1022
» 1023
» 1024
» 1025
» 1030

## Wydarzenia w Polsce
- Bolesław Chrobry rozpoczął budowę pierwszej  katedry wawelskiej.

## Urodzili się
- Ngộ Ấn – wietnamski mistrz thiền ze szkoły vô ngôn thông (zm. 1088)
- papież Grzegorz VII (data sporna lub przybliżona) (zm. 1085)

## Zmarli
- Gojsław - król Chorwacji  z dynastii Trpimirowiczów (ur. ?)